# Mayonesa

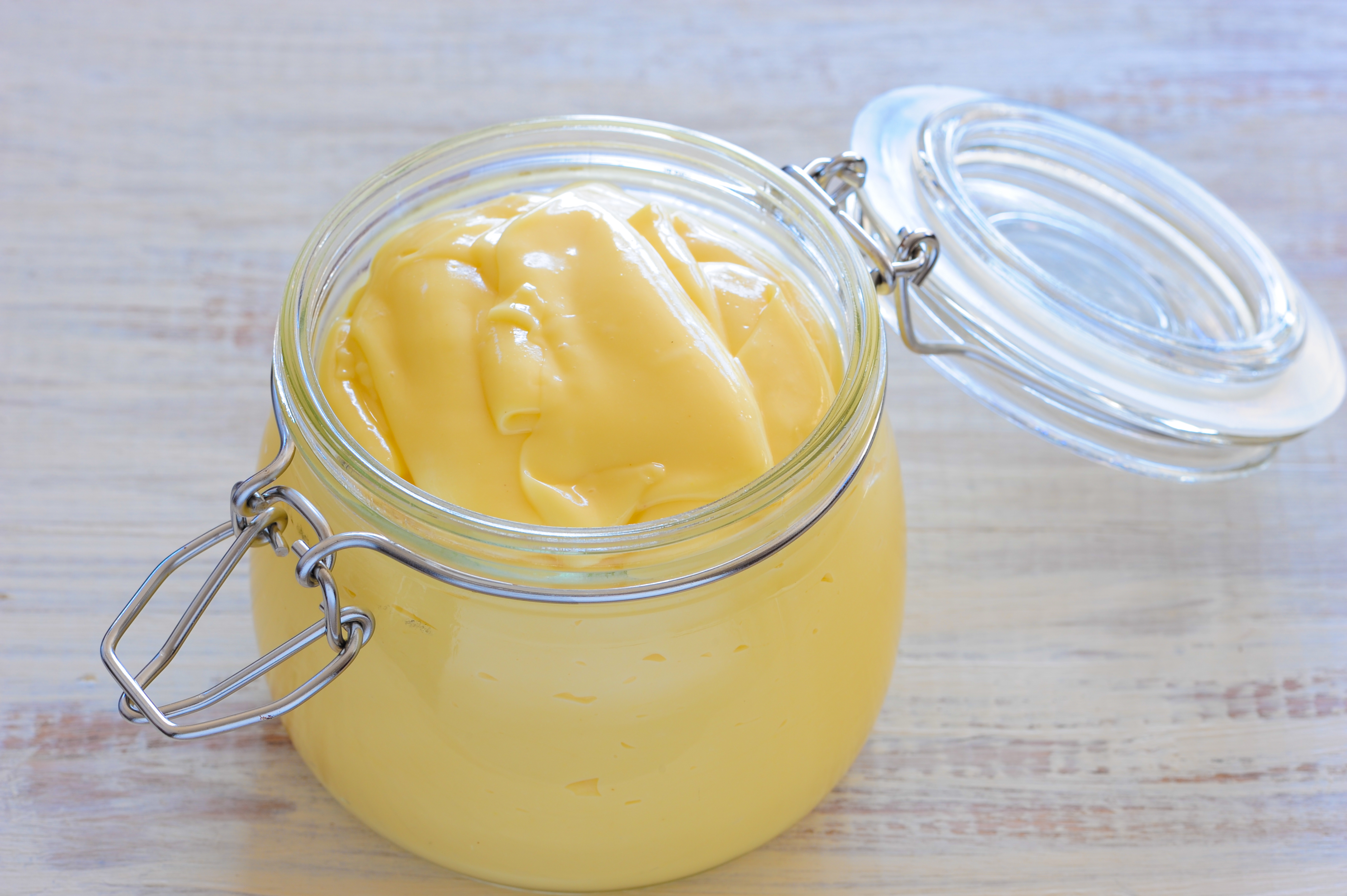
Un frasco con mayonesa casera.

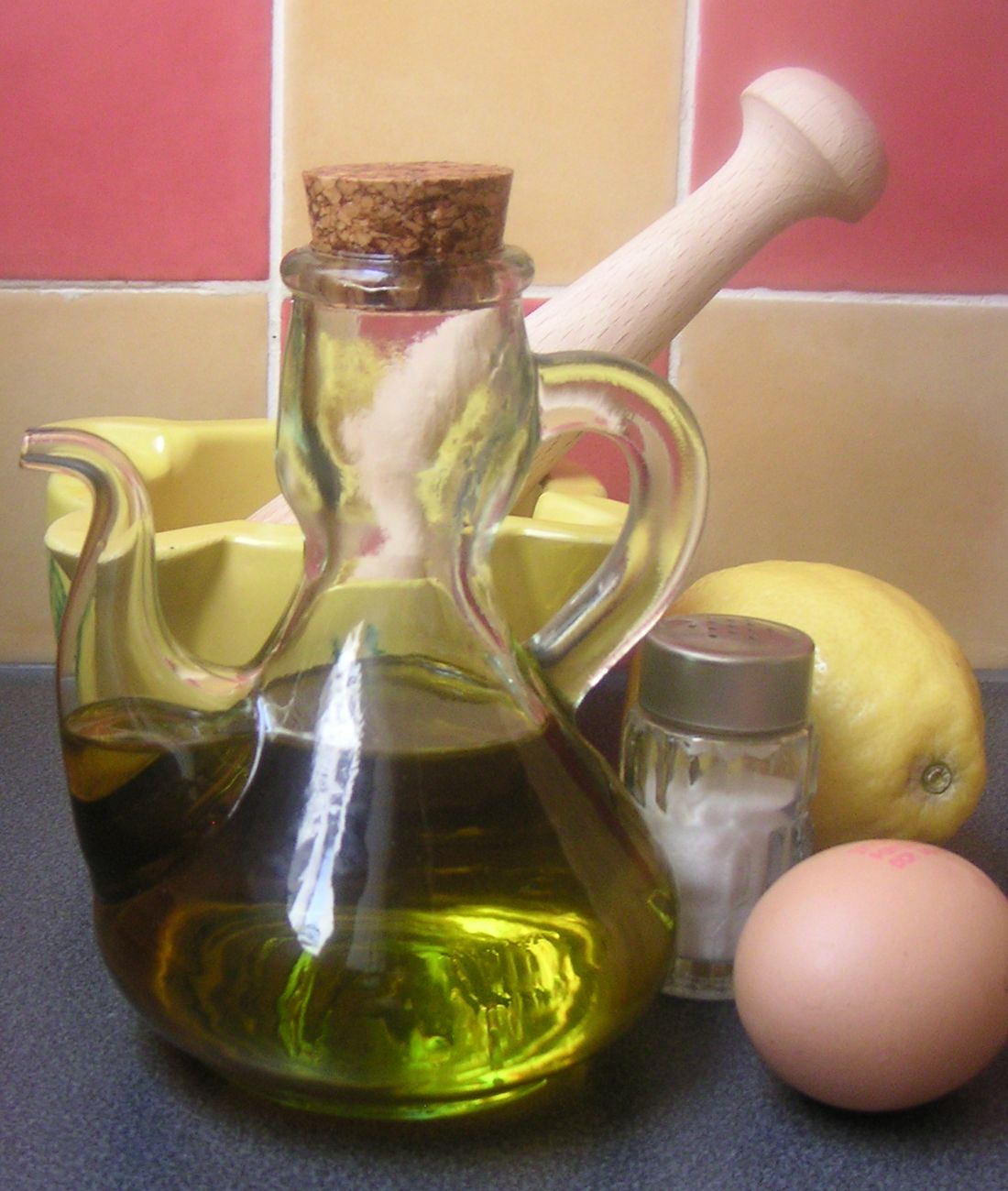
Ingredientes básicos de la mayonesa: huevo, aceite de oliva, zumo de limón y sal.

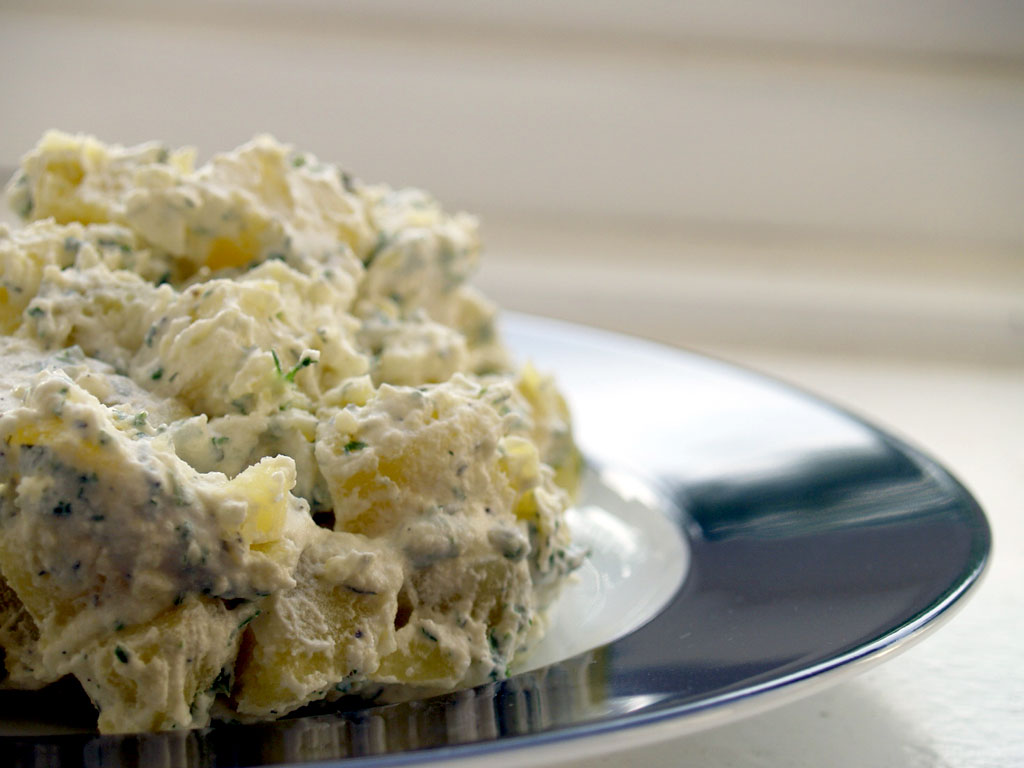
La mayonesa se ha internacionalizado en zonas alejadas de la influencia mediterránea donde la emplean en platos nacionales, como el Kartoffelsalat.

La mayonesa o mahonesa (en España) es una salsa emulsionada fría elaborada principalmente a base de huevo entero y aceite vegetal batidos.
Existen debates sobre su origen y el origen de su nombre. Se la considera como una salsa francesa, ya que la primera receta publicada viene del chef Marie-Antoine Carême. Sin embargo, algunos autores argumentan que se pudo haber originado en Mahón debido a su nombre, cuando otros piensan que los franceses le dieron este nombre en homenaje a su victoria en la batalla de Menorca.
Generalmente se la sazona con sal, zumo de limón o vinagre. Se trata de una salsa emparentada culinariamente con el alioli. Hoy en día es empleada en multitud de platos internacionales como acompañamiento, por regla general de hortalizas y pescados. Su origen ha sido disputa de eruditos desde comienzos del siglo XX. En la actualidad, se sigue haciendo a mano —con batidora y no al mortero— en España, Chile, Cuba, Italia, Francia, Bélgica y Perú, pero en el resto del mundo occidental el consumo de esta salsa es mayoritariamente de origen industrial y se asocia principalmente a la comida rápida.

## Historia

### Posibles salsas precursoras en la Edad Media
En Francia, desde la Edad Media, se hace una salsa llamada remoulade que consiste en emulsionar aceite, vinagre, sal y hierbas aromáticas con mostaza, la receta aparece en Le Viandier, escrito en el año 1300. Algunas recetas incluyen también alcáparas y anchoas. Muchos historiadores franceses ven una conexión directa entre las salsas remoulade y la mayonesa.
Si nos remontamos al siglo XIV con las descripciones medievales del libro de gastronomía conocido como Llibre de Sent Soví se menciona la ayada ("ajada") como un condimento no emulsionado a base de ajos picados, mezclados con caldo de carne o de pescado y espesado con migas de pan. La salsa mencionada se empleaba en la condimentación de cerdo asado o anguilas. Estas recetas aparecen de forma similar en otros textos italianos de la época y lo denominan agliata o agliata blanca. En el capítulo CXXXI, CXXXII o 66 del Llibre de Sent Soví se encuentra el almodrote (almodroch). Se trata de una salsa mezcla de ajos crudos, queso y agua. El almodrote puede llevar también huevo duro, aceite, especias, etcétera. Esta salsa sobrevive con el nombre de ajoqueso y en la cocina de las Islas Canarias como almogrote. Las recetas tras el capítulo CLXVI hablan de la forma de elaborar el juvert (salsa a base de perejil y vinagre), popular en la Edad Media y que en el Sent Soví se describe de forma original la añadidura de pan tostado, avellanas, nueces y yemas de huevo. Otra salsa descrita y conocida en el Medioevo era el alidem, elaborada a base de huevos enteros o yemas batidas, a la que se le añadía agraz, caldos u otros líquidos. Ruperto de Nola describe esta salsa como acompañamiento de huevos. Otros autores posteriores al Libre muestran en sus recetarios variaciones de este tipo de salsas. De esta forma, se puede ver en autores españoles como Juan de Altamiras la elaboración de esta salsa en platos como caracoles (haciendo un ajo, tal y como lo menciona). De esta situación ciertos autores afirman que la salsa originaria era habitual en las Islas Baleares así como en el resto de la Corona de Aragón.

### Teorías españolas
Hasta hace poco, se creía que con anterioridad al año 1756 no se conocía esta salsa, ni era mencionada en ningún libro de cocina europeo. En este año se produce la invasión francesa de la isla de Menorca. Sin embargo, aparece una salsa llamada "aioli bo" utilizada en 19 recetas del manuscrito del año 1750 Art de la Cuina, llibre cuina menorquina del s. XVIII, de Fra Francesc Roger. Se piensa que esta salsa podría ser la misma que la mayonesa, pero no aparece la receta en el libro mencionado y su nombre deja pensar que contenía ajo. La receta más parecida, pero con ajo, proviene de un libro de cocina español que data del siglo XIV titulado Llibre de Sent Soví, de autor desconocido y la describe en lengua catalana, llamándola all-i-oli. Esta salsa balear tradicional se utilizaba también en el resto de la Corona de Aragón.Según la leyenda, cuando el 18 de abril de 1756 el Mariscal Richelieu y sus allegados atacan el Fuerte de San Felipe de Mahón e invaden la isla, tienen la ocasión de probar la salsa all-i-oli, con gran sorpresa. Copiaron la receta de su elaboración y la llevaron a Francia, y allí se dio a conocer. Por cuestión de gusto, en Francia le quitaron el ajo y al resultado lo denominaron mahonnaise (de Mahón). El cocinero del Duque de Richelieu dice que la creó para celebrar la victoria del duque sobre los británicos en el puerto de Mahón, en Menorca, y que en honor de dicho pueblo se le puso el nombre. El historiador Lorenzo Lafuente menciona el siguiente diálogo:

El duque de Richelieu, preocupado con el plan de ataque general, vagaba cierta noche por las calles de Mahón, sin acordarse de tomar alimento, y apremiándole el hambre, entróse muy tarde en una fonda para pedir de comer. Al decirle el fondista que ya no quedaba nada, le rogó lo mirara bien, y registrando aquél la cocina, halló unas piltrafas de carne, de ingrato aspecto, diciéndole:

— Señor, es lo único que hay, y no es decente para vuestra Excelencia.

— Arréglalo como puedas, que en tiempo de hambre no hay pan duro.

Hízolo así el fondista, y se lo presentó con una salsa que fue tan grata al duque, que hubo de preguntar qué salsa era aquella tan sabrosa.

— Señor, es simplemente una salsa de huevo.

— Pues dígame cómo se hace que lo voy a apuntar.

Así lo hizo, y le dijo al fondista que en lo sucesivo se llamaría salsa a la mahonesa. Con ese nombre la dio a conocer cuando regresó a Francia.

El origen menorquín del nombre de la salsa está fundamentado en la invasión de la ciudad de Mahón, y parece justificado por diversos autores. La disputa entre los historiadores se centra en saber si la salsa precursora era anterior o se trataba de una simple improvisación de un cocinero. El concepto de salsa que tenían en la Edad Media no es el mismo que el que poseemos hoy en día. Los procedimientos para espesar las salsas consistían en añadir migas de pan (lo que se denominaba porra), frutos secos (almendras, por ejemplo) o yemas de huevo. Todo fue algo que se fue conociendo poco a poco. Lo que es muy cierto es que los textos medievales, así como el Llibre de Sent Soví, no hablan de salsas emulsionadas. Algunos autores, por el contrario, afirman que la salsa se inventó en la propia ocupación francesa de Mahón, al mezclar aceite con huevos.Tras la conquista de Mahón, la salsa aparece en Francia. La primera referencia de 1804 menciona la palabra mayonnaise. Ya en 1806 las menciones a la salsa son abundantes. Marie-Antoine Carême (1783-1833), gran recopilador de recetas, menciona en su capítulo X la Sauce Magnonaise (del verbo magner o manier que significa manipular) de la que representa cinco variaciones distintas. Prosper Montagné emplea el nombre moyennaise (o moyeunaise), o moyen (o moyeu) que significaba "yema" en antiguo francés.

### Teorías francesas
Existen varias teorías sobre el origen de la mayonesa en Francia.
Alexandre de La Reynière, escritor culinario del siglo XVIII afirma que el nombre original de la salsa fue "bayonnaise" en honor a la ciudad francesa de Bayona y que con el tiempo, y por proximidad fonética, la salsa pasó a llamarse mayonesa.
Según Prosper Montagné el nombre deriva de la palabra "moyeu" que significa yema de huevo en francés antiguo, y el primer nombre de la salsa fue "moyeunesa".
Marie-Antoine Carême, en su libro de 1815, publica una receta de mayonesa cuya receta es exactamente la que conocemos hoy (yema de huevo y aceite emulsionados) pero la llama "magnonaise" explicando que la palabra deriva del verbo "magner" o "manier" que significa mover, batir en francés.
El cocinero y crítico gastronómico Joseph Favre hace derivar la palabra de la ciudad francesa de Magnon, situada en el departamento del Lot y Garona, y precisa que fue creada por un chef de aquella ciudad antes de popularizarse en el sur de Francia primero y luego en todo el país.
Existe también una teoría que dice que es una salsa creada en el departamento de mayenne, y cuyo nombre original fue "mayenesa".
Finalmente, la teoría del origen mahonés de esta salsa existe también en Francia, pero no la presentan como una salsa originaria de Mahón sino como una salsa creada por un chef francés en honor a la victoria del ejército de Richelieu sobre los británicos en 1756.

### La polémica en España

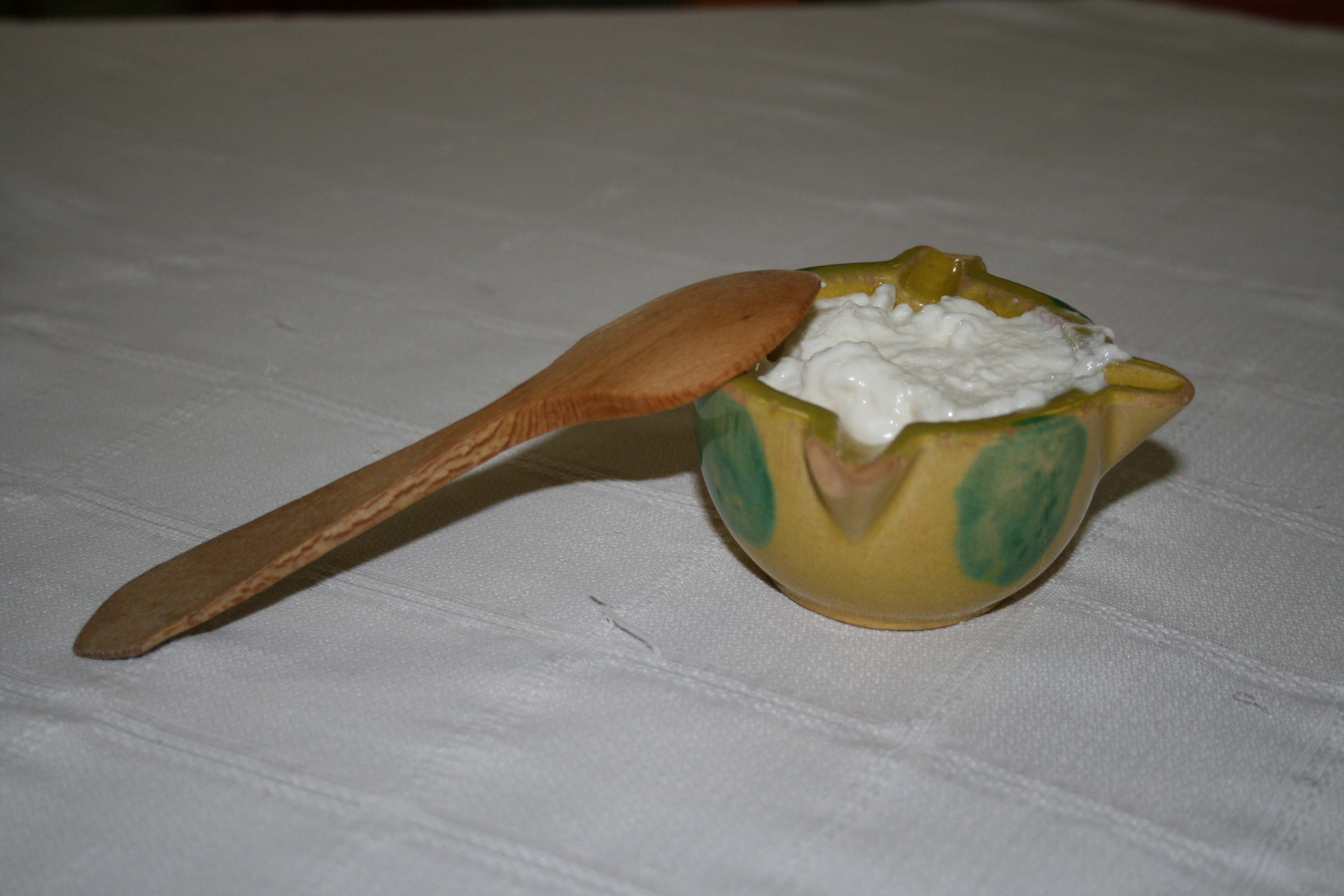
El alioli podría ser un precursor de la mahonesa.

La denominación "mayonesa" llega a los cocineros españoles desde Francia en siglo XIX, cabe pensar que en aquella época el afrancesamiento de la cocina era evidente, y la palabra "mayonesa" va prevaleciendo en los tratados culinarios de la época, y posteriores. Existieron, no obstante, otras denominaciones como salsa mayonosa, o salsa bayonesa tal y como Antonio Valbuena afirmaba procedente de Bayona, y que Teodoro Bardají Mas contesta documentadamente dando por acabada la discusión. Hubo autores culinarios de prestigio que denominaron a la salsa como: "mahonesa". Algunos como Pedro Ballester le dedicaron un poema. Pero el debate se cerró ya en 1928 cuando Teodoro Bardají publica un folleto titulado "La Salsa Mahonesa" en defensa de la denominación mahonesa frente a otras denominaciones. Muchos autores culinarios aceptan las tesis de Bardají, como el periodista y escritor Dionisio Pérez (Post-Thebussem), la gran educadora y escritora Matilde García del Real (1856–1932), el cocinero, amigo de Bardají, autor de numerosos libros de cocina y editor de la revista culinaria "El Gorro Blanco" Ignacio Doménech o el escritor y estudioso Julio Camba.

### El efecto Josep Pla
Tras un periodo de calma de varias décadas en la definición originaria de la salsa —calma provocada por el período de entreguerras en Europa, cuando ya había consenso sobre su origen—, el escritor catalán Josep Pla se adentra de lleno en el origen mallorquín de la salsa en varios artículos publicados en la revista Destino. En dichos artículos defiende el uso de la palabra "mayonesa". Se fundamenta en los escritos de Pedro Ballester. Este "efecto Pla" (tal y como define José-María Pisa Villarroya en su discurso) hizo que ciertos autores populares siguieran creando descripciones de la salsa con la palabra "mayonesa", como es el caso de Simone Ortega, cocinera de origen francés. En boca de algunos autores, Josep Pla no parece haber leído con detalle las explicaciones que hizo en su momento Teodoro Bardají, y por esta razón en sus artículos cita erróneamente. Esta confusión hizo que algunos autores retomaran de nuevo el debate. 
Ante la confusión creada en el mundo culinario español de comienzos de siglo, el escritor culinario Ángel Muro aumenta la confusión mencionando a un autor francés de nombre "Lancelot" que ha realizado un poema en forma de receta acerca de la mahonesa, y la sorpresa es que data del 1625., describe el poema en otras obras suyas como el diccionario de cocina. El poema es como sigue:

Sauce Mayonnaise

Dans votre bol en porcelaine,

Un jaune d’œuf étant placé,

Sel, poivre, du vinaigre à peine,

Et le travail est commencé.

L’huile se verse goutte a goutte,

La mayonnaise prend du corps,

Épaissisant sans qu’on s’en doute

En flots luisants jusques aux bords.

Quand vous jugez que l’abondance

Peut suffire à votre repas,

Au frais mettez-la par prudence

Tout est fini — N’y touchez pas!
Salsa Mahonesa

En su tazón de porcelana,

Habiendo puesto una yema de huevo,

Sal, pimienta y una pizca de vinagre,

Ya el trabajo ha empezado.

El aceite se echa gota a gota,

La mahonesa toma cuerpo,

Espesando sin darse uno cuenta

En oleadas brillantes hasta los bordes.

Cuando usted juzgue que la cantidad

Puede ser suficiente para su guiso,

Póngala al fresco, por prudencia,

Y se acabó — ¡no la toque más!

Las respuestas de los autores de la época le tildaron de provocador. Este autor denominado "Lancelot" era desconocido de todo el mundo. Si fuese así como describe A. Muro el origen de la mahonesa no estaría vinculado a la conquista del Puerto de Mahón por Richelieu. Y todas las afirmaciones hechas carecían de sentido. Camilo José Cela apeló públicamente a Ángel Muro y a Josep Pla para que dieran una explicación acerca de sus referencias. La secuencia de los hechos se describe en una monografía de José-María Pons Muñoz titulada: La salsa mahonesa y su verdadero origen.
Finalmente Camilo José Cela demostrando un conocimiento profundo en la materia, escribió un artículo en el que demostraba que dicho poema no pertenecía al tal Lancelot, sino a Achille Ozanne, cocinero y poeta francés, nacido en París el 19 de septiembre de 1846. El poema fue escrito alrededor de 1890, lo que lo sitúa más de un siglo después de la batalla de Mahón y más acorde con los estudios etimológicos franceses. Este artículo dejó a la comunidad con la duda de que Ángel Muro hubiese hecho una errónea o maliciosa interpretación. Camilo José Cela recomienda el uso de la palabra mahonesa en castellano (y maonesa en catalán). Posteriormente, algunos lingüistas españoles han ido dando apoyo a las tesis de Cela con la aportación de evidencias acerca de su origen en Mahón.

### Estudios posteriores

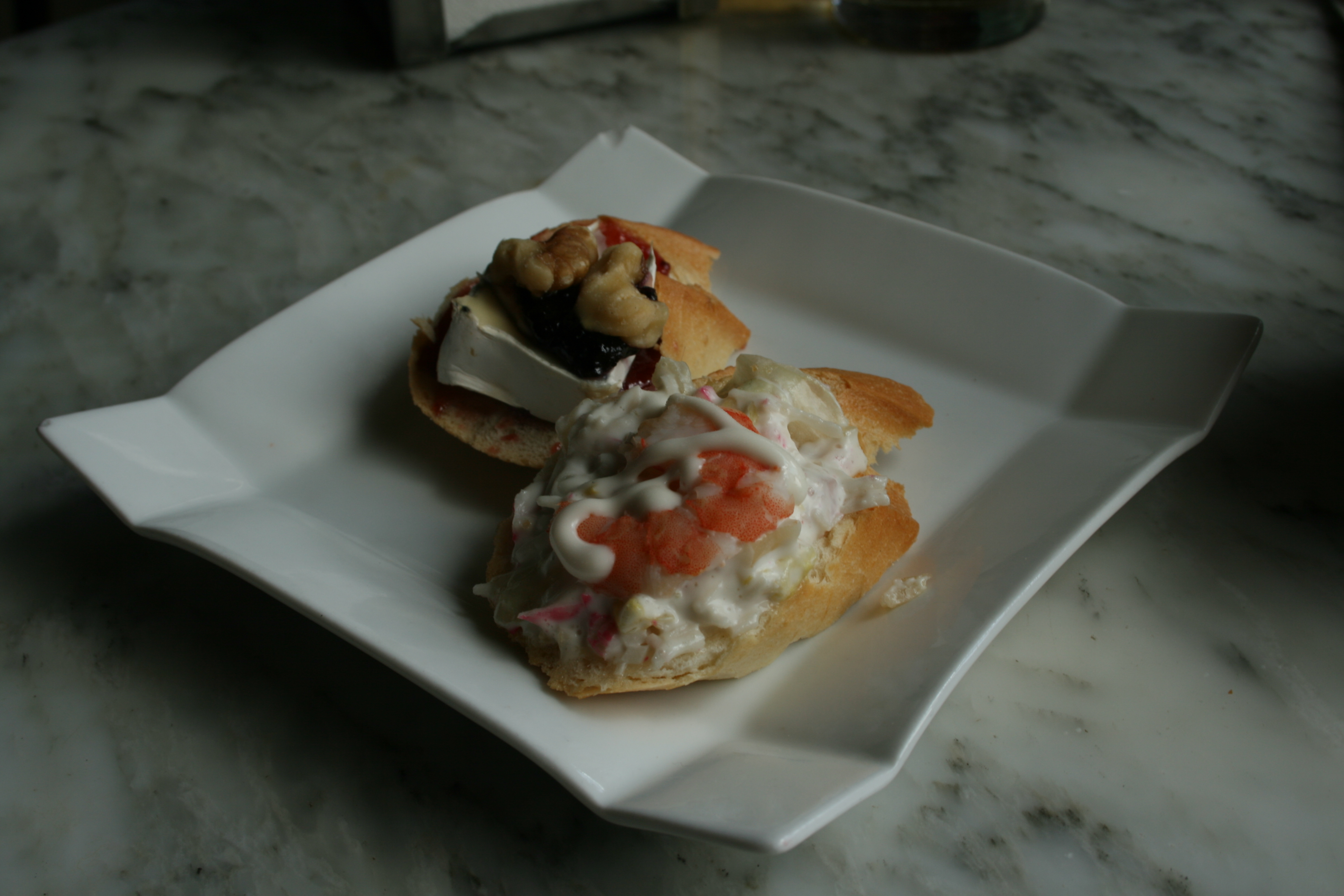
La mahonesa se emplea en la elaboración de ciertas tapas con surimi

Casi todos estos estudios posteriores señalan la posibilidad de que la palabra derive de mahonnaise. Algunos lingüistas franceses coinciden en decir que el término mayonesa es simplemente la corrupción del nombre original de la ciudad de Mahón por diferentes motivos. De esta forma se tiene que:
Emile Littré, Dictionnaire de la Langue Française dice : "Quelques auteurs conseillent de préférer mahonnaise attendu que le nom de cette sauce vient, disent-ils, de celui de Mahon, ville que Richelieu prit". (Algunos autores aconsejan el uso preferente de mahonesa dado que el nombre de la salsa procede, afirman, del de Mahón, ciudad que tomó Richelieu.) —Gallimard-Hachette, París 1960.
El «Dictionnaire Encyclopedique Quillet» dirigido por Raoul Mortier : "Origine incertaine. Passe por être la corruption de mahonnaise, de Mahón, cap. de l’Ile de Minorque, prise par le Maréchal de Richelieu en 1756". (De origen incierto. Pasa por ser una corrupción de mahonesa, de Mahón, capital de la isla de Menorca, tomada por el general de Richelieu en 1756.) Librairie Aristides Quillet, París, 1938.
Le petit Robert, Dictionnaire de la langue française, de Paul Robert: "À la mayonnaise, 1807; altération de mahonnaise, peut-être en souvenir de la prise de Port-Mahon en 1756." (A la mayonesa, 1807; alteración de mahonesa, tal vez en recuerdo de la toma de Puerto Mahón en 1756.) Le Robert, edición de 1982.
El «Larousse du XX ème Siècle» dirigido por Paul Augé : "(…) peut être pour mahonnaise; du nom de Mahon, ville prise par Richelieu". (puede que proceda de mahonesa de Mahón, ciudad tomada por Richelieu.) —Librairie Larousse, París, 1931
Albert Dauzat, en su «Dictionnaire Etymologique»: "(…) parait tiré de (Port-) Mayon (Balears) en souvenir de la prise de la ville par le duc de Richelieu en 1756. (parece proceder de (Puerto) Mayón (Baleares), en recuerdo de la toma de la ciudad por Richelieu en 1756.). Algunos autores mencionan que aquí pudo haber una confusión con la isla filipina en Luzón denominada Monte Mayón.
Armand Lebault, «La table et le repas à travers les siècles» : "(…) mayonnaise ou plutôt mahonnaise que le duc de Richelieu compose à Port-Mahon". Surprenant que le terme n’apparaisse qu’au XIXème Siècle" ( (…) mayonesa o, más bien, mahonesa que el duque de Richelieu elaboró en Puerto Mahón. Sorprende que el término no aparezca, sino hasta el siglo XIX).
El sonido "y" para romper el diptongo sería un populismo francés, que luego se extendió a las traducciones. En España, entre los conocedores de la existencia de la ciudad de Mahón no desapareció el nombre original: mahonesa, mientras que los que conocieron la salsa a través de otras culturas, y en particular en América, la salsa llegó directamente con la palabra alterada: mayonesa. Ninguna de las dos acepciones aparece en el Diccionario de la lengua española de la Real Academia Española de 1732. La primera entrada en el DRAE es tardía, "mayonesa" aparece por primera vez en 1884 y hasta 1925 no se añade el nombre original y para muchos autores un nombre más culto.

### Creencias en otros países
En el mundo anglosajón se cree que la salsa es de origen francés. Algunos autores afirman que se denomina así debido al nombre de su inventor, un tal General MacMahon Esta creencia está muy arraigada sobre todo en Irlanda. Otros defienden que la palabra es de origen inglés: "mayonnaise" es una corrupción de "mahonnaise". La primera mención en la literatura anglosajona se hace en 1840 por William Makepeace Thackeray. En algunos países de Latinoamérica es una salsa introducida desde los Estados Unidos, y es de ahí de donde popularmente se considera que es; sin embargo, en otros, (particularmente en la Argentina) debido a la gran oleada de inmigrantes italianos y españoles, se conoce su origen e incluso en décadas pasadas solía elaborarse de manera casera, costumbre que subsiste, aunque limitadamente. [cita requerida]
Hoy sabemos que es antiquísima y coexiste desde siglos con el alioli; que en el Mediterráneo fue considerada la salsa de los ricos, pues tenía huevo, y que los pobres se contentaban con el alioli, que no lleva huevo. [cita requerida]

## Características de la salsa y elaboración

Ingredientes de una "mayo" norteamericana

Son muchos los grandes escritores culinarios que dan receta de cómo se elabora la mayonesa. Sea como sea el fundamento pasa por emplear unas yemas de huevo que se baten, cuando están bien trabadas se continúa batiendo mientras que poco a poco se añade aceite vegetal con una alcuza. Durante el proceso de batido de las yemas (antes de verter el aceite) se añade un poco de zumo de limón o vinagre. Los vinagres a veces poseen productos químicos que falsean la elaboración de la mayonesa y eso puede hacer preferible emplear zumo de limón o un agraz. Algunos autores mencionan una pequeña porción de leche para "aligerar" la salsa final.
En la preparación al estilo tradicional, se prefiere el aceite de oliva y existen motivos sanitarios que también avalan su uso; en el caso de utilizar aceites de oliva monovarietales, es recomendable hacerla con arbequina, empeltre, cornicabra u otros. Está desaconsejada la variedad picual ya que puede amargar en exceso, así como otras variedades fuertes. Fuera del área mediterránea este aceite es escaso y se recurre a otros aceites vegetales, como el aceite de girasol, lo mismo sucede a nivel industrial, en que para aligerar los costes se suele emplear una mezcla de aceites vegetales de diferentes especies. Aun así, se encuentran en España marcas que la venden hecha de aceite de oliva solamente y algunas más que lo combinan con otro aceite. En algunos tratados se aconseja el uso de aceite de maíz en países donde el aceite de oliva es prácticamente desconocido. Lo importante es que los ingredientes estén a la misma temperatura y ésta debería ser cercana a los 20 °C. Algunos autores anglosajones prefieren que no exista traza de la clara de huevo en las yemas. Sus recetas suelen indicar el número de yemas de huevo, por esta razón hay recetas de «dos yemas», de «tres» y de «cuatro». Algunos especialistas catalanes reivindican el uso de huevo entero (yema y clara) además del aceite de oliva. Tradicionalmente, estas mayonesas caseras se hacen con un huevo, ya que la cantidad resultante con dos es ya demasiado grande para poderla emulsionar con una batidora de brazo y aún más con un mortero. Si hay que hacer más cantidad, se repita la operación más veces. La cantidad de aceite suele ser intuitiva, según el gusto particular y la cantidad que se quiera obtener. El color de la mayonesa puede variar ligeramente, siempre será clara, amarillenta o verdosa, dependiendo del tipo de aceite utilizado.
Técnicamente se trata de una emulsión de materias grasas con proteínas, en la que el 80 % de su composición en volumen es aceite. A la familia de este tipo de salsas se le denomina salsas emulsionadas. Al batir las yemas de huevo, las gotas de aceite se van rompiendo en gotas de menor dimensión y quedan en suspensión dentro de la proteína. En los procesos industriales se le añade emulsificantes (denominados también surfactantes). Durante su elaboración, la fase inicial debe ir haciéndose lentamente, y progresivamente ir batiendo con más fuerza a medida que se va añadiendo aceite. El aceite debe irse añadiendo poco a poco durante el batido.
Si se añaden ingredientes complementarios a una mayonesa se puede obtener una gama alta de variadas salsas derivadas: andaluza, italiana, tártara, verde, cambridge, india, etcétera. En algunas ocasiones se añade nata montada para modificar la textura final. En otros casos, se emplea edulcorantes con el objeto de modificar su sabor, por regla general azúcar. La industria alimentaria emplea a menudo como saborizante glutamato monosódico.
En lugares donde esta salsa no forma parte de la cocina tradicional como Estados Unidos, las mayonesas rara vez se hacen a mano y las salsas industriales nunca contienen aceite de oliva (o en muy raras ocasiones). A menudo incluso tampoco huevo, sino huevina o yemas, o añaden otras proteínas lácteas. En la cocina francesa, que a veces utiliza aceites más insípidos que el de oliva, como el aceite de colza, se ven en la obligación de aromatizarla con mostaza. También se hace para facilitar la emulsión (la mostaza actúa como agente tensoactivo debido a su contenido de isotiocianatos). Sin embargo, en la extensión y polarización de la mayonesa vía Francia, en la época en que su cocina estaba de moda, nunca fraguó la adición de mostaza, con lo que ésta no se incluye en las mayonesas de ningún otro país. Por otra parte, aunque se haya popularizado en Francia el empleo de la mostaza en la mayonesa, la gastronomía francesa la considera como una variante llamada salsa rémoulade.

### Elaboración industrial
La elaboración industrial de mayonesas es una técnica que empezó a tener éxito ya a comienzos del siglo XX. El reto fue desde sus comienzos la estabilidad de la emulsión en su envasado cuando ésta debía ser almacenada durante largos periodos de tiempo. En aquella época se conocía la importante función que cumplía la sal en la formación y estabilidad final de la emulsión. Hoy en día se necesita una mayor cantidad de emulsionantes en las versiones "light" (de poco contenido graso). Un problema dietético al que se enfrenta la industria es la reducción progresiva de productos alimenticios con potencial aporte de colesterol, esto obliga a pensar en mayonesas libres de colesterol procedentes de proteínas de origen vegetal (o incluso mezclas). La industria de procesado evita en todo momento la "contaminación" de las yemas de huevo mediante la pasteurización de las mismas, evitando de esta forma intoxicaciones alimentarias. 
Con la intención de aumentar la vida de la salsa en algunas ocasiones se añaden conservantes tales como el ácido etilendiaminotetraacético (abreviado EDTA). El EDTA se añade como estabilizante que previene la decoloración provocada por iones metálicos. El envasado en gases estériles (dióxido de carbono) permite igualmente una mayor durabilidad del producto. Se empleó a mediados del siglo XX un antioxidante denominado BHA, pero finalmente se retiró de la industria, o se minimizó su uso.
En los Estados Unidos, la mayoría de mayonesas industriales emplean como agente acuoso el vinagre, dando un sabor característico. Por el contrario, en Sudamérica y más específicamente en Perú, las mayonesas emplean limón peruano en lugar de vinagre, logrando un sabor más ácido; inclusive marcas estadounidenses como Hellmann's venden en Perú variedades con limón para adaptarse al gusto local, aunque también hay algunas marcas locales (especialmente de bajo costo) que emplean vinagre, emulando el sabor de las mayonesas estadounidenses.

### Fallos en su elaboración
Si emulsiona correctamente, se consigue una textura cremosa y un aspecto homogéneo, pero si no emulsiona se dice que se "corta" y presenta una textura más líquida y un aspecto aceitoso. El empleo de emulgentes en la industria alimentaria evita esta posibilidad (uno de ellos es la lecitina). Uno de los factores que hacen más probable que una mayonesa se corte, es el empleo de yemas de huevos recién sacadas del frigorífico. Se debe recordar que las yemas tengan la misma temperatura que el aceite. Para ello es necesario esperar a que los huevos tomen la temperatura ambiente. 
En los casos en los que una salsa se ha "cortado" existen posibilidades de rescatarla. Técnicamente se necesita re-emulsionar la mezcla de nuevo. Una de las mejores formas es batirla de nuevo para que las partículas de aceite vuelvan a tomar su posición y tamaño. Para ello se emplea una yema nueva y se va batiendo fuertemente mientras se vierte, poco a poco, la mezcla "cortada". Durante este proceso la mezcla debe ligarse. Esta operación hace que la nueva proteína ayude a emulsionar la mezcla anterior.
También existe la posibilidad de rescatarla mediante agua. Solo se necesita un recipiente aparte, se añade una cucharada de agua, y se le va añadiendo la salsa poco a poco a la vez que se sigue batiendo con la batidora. Finalmente se consigue recuperar su aspecto cremoso y homogéneo, a no ser que haya exceso de agua y se vuelva la salsa más líquida.

## Consideraciones para la salud
La mayonesa emplea yemas de huevo crudas en su elaboración y es por esa razón por la que existe cierto riesgo de contraer salmonelosis si no se tienen las debidas precauciones. La salsa no debe guardarse en sitios muy calientes debido a que perdería su consistencia, pero tampoco debe guardarse en sitios demasiado fríos ya que la mezcla coalesce. Es por esta razón por la que no debe guardarse en frigorífico, sino en un sitio fresco. El correcto almacenamiento en lugares frescos con temperaturas de 18-22 °C 24 horas antes de ser metida en el frigorífico protege de la proliferación de Salmonella spp. y debe ser consumida en horas, o escasos días después. Las intoxicaciones alimentarias producidas por la mayonesa casera suelen provenir del empleo de huevos contaminados y del empleo de poca cantidad de ácidos orgánicos en su elaboración, bien sea vinagre (ácido acético) o zumo de limón (ácido cítrico), con el objeto de disminuir el pH de la mezcla por debajo de 3,3 y que la bacteria Salmonella enteritidis no prospere. Sobre el papel de los ácidos orgánicos, se ha demostrado que el uso de aceite de oliva previene mejor la proliferación de la salmonella frente a otros aceites como el de girasol, debido a la mayor presencia de ácidos en su composición. La acidez es un punto crítico en la microbiología de la mahonesa y es uno de los puntos de medida acerca de su calidad sanitaria y supervivencia como alimento consumible. El ácido acético (vinagre) es un germicida más potente que el ácido cítrico (zumo de limón). La mayoría de los casos de salmonelosis se producen por mahonesas caseras, en raras ocasiones un producto elaborado ha mostrado contaminación.
Los dos microorganismos responsables de la destrucción de las propiedades de la mahonesa son la levadura Zygosaccharomyces bailii (produce que la mahonesa se corte y que tenga un olor a levaduras) y la bacteria Lactobacillus fructivorans Las bacterias y levaduras que prosperan en la mahonesa deben soportar pH de 4 (entorno ácido). Se ha demostrado incluso una mejora en la vida media de la mahonesa si se inoculaban bifidobacterias durante su procesamiento. El ataque por moho en la mahonesa es superficial y ocurre tan solo en presencia de suficiente oxígeno. Las condiciones de acidez del producto por debajo de un pH de 4,4 hacen que no puedan sobrevivir la mayoría de los tipos de bacterias. Es por esta razón por la que las salsas de mahonesa comerciales suelen tener un "punto de acidez". No obstante hay estudios donde Escherichia coli 0157:H7 ha mostrado ser resistente a estas condiciones. Existen casos de shigelosis debidos a proliferación de la bacteria Shigella.
La mahonesa es una mezcla de materias grasas (aceite y huevo) con proteínas de origen animal (huevo) y esto puede afectar a aquellas personas que tengan problemas con el colesterol. En la actualidad se está investigando la elaboración industrial de mahonesas con bajo contenido de colesterol. En algunos casos las personas con alergia a alimentos pueden tener problemas alérgicos con las proteínas del huevo.

## Comercialización
Esta salsa puede encontrarse en la mayor parte de los supermercados del mundo, suele presentarse en tarros de cristal (por regla general de boca ancha), o en tubos. Es frecuente verla en envases de plástico con el tapón invertido. Se comercializan a temperatura ambiente pero una vez abierto el envase conviene guardarlo en la nevera. La preparación comercial de la salsa suele llevar diversos emulgentes y espesantes, como puede ser la goma xantana, con la intención de que presente al consumidor un aspecto viscoso. La mahonesa comercial se vendió por primera vez en Nueva York en Manhattan's Upper West Side. En el año 1905, los primeros tarros de mahonesa fueron vendidos por una familia originaria de Vetschau (Alemania) en lo que sería la Richard Hellmann's delicatessen de Columbus Avenue, entre las calles 83.ª y 84.ª. En 1912, la mahonesa de Mrs. Hellmann's fue comercializada bajo el nombre Hellmann's Blue Ribbon Mayonnaise.
También existe un producto llamado «preparado de mayonesa» que se comercializa de la misma forma a un precio menor que la mayonesa corriente. Sin embargo, su calidad es muy inferior ya que se usa almidón modificado como agente espesante. Este producto es llamado coloquialmente como mayonesa de pobre.[cita requerida]

## Usos
Se emplea como acompañamiento de carnes, pescados, mariscos y hortalizas, así como de diversos alimentos preparados, por ejemplo: ensaladas, hamburguesas, perros calientes, sándwiches, pastas, papas fritas, etcétera. Se emplea en la elaboración de ensaladas como la ensalada rusa, la ensalada de pollo, patatas o atún, o en el cóctel de gambas. Por su consistencia, se emplea frecuentemente como decoración. Es muy común en gastronomías autóctonas de países como Chile y otros como Venezuela, donde se elabora un plato llamado "reina pepiada" (mezcla de pollo con mayonesa y aguacate/palta empleado como relleno de arepa). 
En la cocina balear y mediterránea esta salsa se sirve también caliente, normalmente en platos de pescado gratinados. A veces se hacen versiones caseras para adaptarlas a una receta específica, como la mahonesa de anchoas, a la que se añaden unas anchoas machacadas, la de olivas, etcétera. 

## Otras salsas emulsionadas
La mayonesa es la base de algunas salsas, como la salsa rosa, la salsa golf o la salsa tártara. La salsa bearnesa y la salsa holandesa son, como la mahonesa, salsas emulsionadas a base de yema de huevo pero no se elaboran con mahonesa.
Existen otras variedades de mayonesa orientadas a otros tipos de alimentación, como puede ser la vegana, o a personas con algún tipo de incompatibilidad dietética o alergia a algunos de sus ingredientes. En este caso, las personas que siguen una dieta vegana o no renuncian a consumir productos de origen animal consumen veganesa o soyanesa, una salsa que prescinde del huevo y lo sustituye por leche vegetal, normalmente de soja, pero conserva la mayor parte de sus ingrediente como el aceite de girasol u oliva, el vinagre de manzana o limón y la sal marina. 
En cuanto a las ventajas que se le atribuyen con respecto a la mayonesa, produce menos grasas saturadas (0,5 gramos respecto a los 1,5 gramos por cucharada de la convencional), y cero colesterol, mientras que la convencional aporta alrededor de 5-6 gramos por cucharada.
Sin embargo, ambas son muy similares en cuanto a su textura y sabor, y pueden utilizarse indistintamente en los mismos platos.